# Цінність грошей у Стародавній Греції
Стаття ці́нність гро́шей у Старода́вній Гре́ції дає уявлення про реальну вартість грошей у Стародавній Греції. Більшість даних наведена для Стародавніх Афін класичної доби (кінець 5 — сепредина 4 століття до н. е., див. Золоте століття Перикла).

## Монети
У Стародавній Греції класичної доби в обігу перебували такі монети:
- халк — найдрібніша мідна монета, важила 0,095 г;
- обол — дрібна монета, що карбувалася як у міді, так і у сріблі; афінський срібний обол важив 0,73 г.
- драхма — монета, що дорівнювала 6 оболам, важила 4,36 г. Існували також дидрахми, хоча найбільше поширення мали тетрадрахми.
- статер — монета, до дорівнювала 2 драхмам, карбувалася із срібла, золота, електрона.

### Вагові співвідношення монет
| 1 талант = | 60 мін    | 6000 драхм | аттичний талант = 26,2 кг срібла |
| ---------- | --------- | ---------- | --- |
| 1 міна =   | 100 драхм | 600 оболів | Монети карбувалися у чверть, половину, 1, 2, 3 оболи; 1 драхму, 2 драхми (дидрахма, або статер), 4 (тетрадрахма), 6 (гекса-), 8 (окто-), 10 (дека-), 12 (додекадрахма) |
| 1 драхма = | 6 оболів  |            | Монети карбувалися у чверть, половину, 1, 2, 3 оболи; 1 драхму, 2 драхми (дидрахма, або статер), 4 (тетрадрахма), 6 (гекса-), 8 (окто-), 10 (дека-), 12 (додекадрахма) |

## Прожитковий мінімум
- Стародавні Афіни — 2 оболи на день на родину.
- Дельфи — 1 обол на 1 особу на день.

## Державні витрати
- Бюджет Афін (річний): 1000-2000 талантів
- Облога ворожого міста впродовж року: 1000-2000 талантів
- Утримання кінноти (близько 800 вершників): 40 талантів на рік
- Утримання трієри з екіпажем: 7 талантів на рік

## Державні заробітки
Владні посади
- Плата члену Ради п'ятисот — 5 оболів на день
- Плата судді геліеї — 2 оболи на день
- Плата архонту Афін — 4 оболи на день
- Плата архонту Саламіна — 4 драхма на день
- Плата члену посольства в Дельфи — 1 драхма на день

Міські роботи
- Плата за вирізку на камені народних постанов та інших державних документів: від 10 до 60 драхм, залежно від розміру документа
- Плата архітекторам: 2-4 драхми на день
- Плата кваліфікованого будівельника: 1-2 драхми на день
- Плата рабам на будівництві: 2-3 обола на день
- Плата вчителям:' 'понад 1 драхми на день

Військовики та інше
- Плата вершникові: 1 драхма на день, включаючи утримання коня
- Плата рядового гопліта: 5-6 оболів на день
- Плата матросам: 3-4 обола на день
- Плата на продовольство: 2 обол в на день'

## Ціни в грецьких полісах
- Книга: 100 мін за 3 книги Піфагора[1]
- Гарний будинок в Афінах: 30 мін (вартість будинку батька Демосфена)
- Красива танцівниця-наложниця: 20-30 мін
- Простий раб: 2 міни в середньому (200 драхм)
- Освічений раб: до 5 мін
- Раб-ремісник: 3-4 міни
- Кінь: 3-12 мін
- Хороший плащ: 10-20 драхм
- Сандалії: 6-8 драхм
- Теля: 5 драхм
- Вівця: 2 драхми
- Відвідування публічного дому: 2-6 оболів, плата за вхід і подарунок жриці кохання
- Театр: 2 оболи за місце
- 1 кг пшениці:менше 1 обола
- 1 л вина: ½ обола за дешеве фракійське